# Areva ziza
Areva ziza är en fjärilsart som beskrevs av Druce 1897. Areva ziza ingår i släktet Areva och familjen björnspinnare. Inga underarter finns listade i Catalogue of Life.